# Haut-Bocage
Haut-Bocage is een gemeente in het Franse departement Allier in de regio Auvergne-Rhône-Alpes, die deel uitmaakt van het arrondissement Montluçon.

## Geschiedenis
De gemeente is op 1 januari 2016 ontstaan door de fusie van de gemeenten Givarlais, Louroux-Hodement en Maillet.
Archignat · Audes · Bizeneuille · Le Brethon · Chambérat · La Chapelaude · Chazemais · Cosne-d'Allier · Courçais · Estivareilles · Haut-Bocage · Hérisson · Huriel · Louroux-Bourbonnais · Mesples · Nassigny · Reugny · Saint-Caprais · Saint-Désiré · Saint-Éloy-d'Allier · Saint-Martinien · Saint-Palais · Saint-Sauvier · Sauvagny · Tortezais · Treignat · Vallon-en-Sully · Venas · Viplaix